# Centre de la sécurité des télécommunications Canada
Pour les articles homonymes, voir CST, CSTC et CSE.
Le Centre de la sécurité des télécommunications (CST) (Communications Security Establishment ou CSE en anglais, également appelé CSTC et CSEC) est le service de renseignement du gouvernement canadien chargé du programme de renseignement d'origine électromagnétique. Il se rapporte directement au ministre de la Défense nationale.

## Présentation

### Historique
Le CST a été fondé en 1946 et s’appelait à l’origine Direction des télécommunications du Conseil national de recherches (DTCNR) (en anglais Communications Branch of the National Research Council ou CBNRC).
En 1975, il est renommé Centre de la sécurité des télécommunications (CST, en anglais Communications Security Establishment ou CSE) et confié au ministère de la Défense nationale canadien. En novembre 2001, à la suite de l'adoption de la loi anti-terroriste C-36, le CST est devenu une entité autonome avec statut de ministère, relevant directement du ministre de la Défense nationale.
En 2007, en application du programme de symbolisation fédérale qui exige que tous les ministères et agences publiques aient le mot « Canada » dans leurs noms, le titre d'usage du CST devient Centre de la sécurité des télécommunications Canada (CSTC, en anglais Communications Security Establishment Canada ou CSEC). Toutefois, son appellation légale reste CST. Depuis la mi-2014, l'organisation utilise son appellation légale au lieu de son titre d'usage sur son site Web et dans des déclarations publiques.

### Mandat
Le CST est spécialisé dans la surveillance des télécommunications et les écoutes téléphoniques. Sa priorité est la lutte contre toute forme de terrorisme, surtout depuis 2001. Sa mission officielle comporte trois aspects :
- acquérir et utiliser l'information provenant de l'infrastructure mondiale afin de renseigner le Canada;
- fournir conseils, avis et services afin d'aider à protéger les renseignements électroniques et les infrastructures d'information importantes pour le gouvernement du Canada;
- fournir une assistance technique et opérationnelle aux organismes fédéraux chargés de l'application de la loi et de la sécurité[5]

La loi précisait initialement que les opérations de surveillance ne pouvaient pas viser des Canadiens, mais cette mesure a été modifiée par la suite pour autoriser, avec l'accord du ministre responsable, la surveillance d'un groupe d'individus pourvu que ce soit fait avec la conviction que ce groupe est principalement composé d'étrangers. Depuis 2001, le ministre a signé au moins 59 « autorisations ministérielles » de ce type. Cette couverture légale a permis à l'agence de collecter des masses considérables de données.
La loi prévoit aussi que d'autres agences gouvernementales peuvent avoir recours aux services du CST. Une enquête du Globe and Mail révèle que cet organisme traite en moyenne de 70 à 80 requêtes de ce genre par année, provenant principalement de la GRC et du Service canadien du renseignement de sécurité.

### Personnel
En conséquence, le CST, qui comptait 900 employés en 1999, en compte quelque 2 200 en août 2015, qui travaillent pour la plupart au bureau central d'Ottawa. À ce chiffre s'ajoutent plus de 1 000 contractuels externes.
Le Globe and Mail a révélé le contenu du manuel d'instruction et les consignes données aux nouveaux employés.

### Budget
Le budget du CST a augmenté bien davantage encore que le nombre d'employés, passant de 93,6 millions en 1999 à environ 538 millions de dollars en 2015-16. Un nouveau quartier-général est en construction, en bordure d'Ottawa, dont les bureaux couvrent une surface de 72 000 m2, à un coût d'environ un milliard de dollars canadiens. Il a été qualifié de « merveille architecturale. »

### Partenaires étrangers
Le CST maintient des relations étroites, depuis la fin de la Seconde Guerre mondiale, avec ses homologues étrangers, plus particulièrement avec ses partenaires du réseau Echelon :
- la NSA américaine ;
- le GCHQ britannique ;
- l'ASD australien ;
- le GCSB néo-zélandais.

Ensemble, ces cinq pays, surnommés Five eyes (« les cinq yeux »), dont le budget combiné dépasse les 15 milliards de dollars, ont mis au point le programme Olympia. Celui-ci permet d'infiltrer des réseaux étrangers hautement sécurisés et d'en intercepter la totalité du trafic. Le Canada a ainsi espionné des serveurs au Brésil, en Arabie Saoudite, en Jordanie, en Érythrée et même au Canada.
Une conférence réunit tous les deux ans les responsables de ces cinq services de renseignement ainsi que ceux de sept autres pays, notamment la France et la Belgique. Le Canada a été l'hôte de cette conférence en mai 2012.

## Bureau du commissaire
Depuis 1996, un commissaire est chargé de s'assurer que les activités du CST sont conformes à la loi. Son mandat est d'examiner les opérations en cours, d'étudier les plaintes éventuelles et de défendre l'intérêt du public. Il émet annuellement un rapport public sur ces questions ainsi qu'un rapport classifié secret à l'attention du ministre. Les commissaires sont d'anciens juges de la Cour suprême ou d'une cour fédérale. Ont occupé ce poste :
- Claude Bisson (1996–2003)
- Antonio Lamer (2003–2006)
- Charles Gonthier (2006–2009)
- Peter Cory (2009–2010)
- Robert Décary (2010–2013)
- Jean-Pierre Plouffe (2013– )[14]

## Activités controversées

### Surveillance en sol canadien
Le 15 juin 2013, à la suite des révélations faites par Edward Snowden sur l'ampleur de la collecte de renseignements personnels à laquelle se livre la NSA, le public canadien apprend que le CST procède lui aussi à la collecte de métadonnées au Canada. Cette pratique ayant été critiquée dès 2007 par le commissaire Gonthier, le CST l'a d'abord suspendue, pour ensuite la rétablir en 2008 sur ordre du ministre Peter MacKay, qui a défini des règles plus précises en la matière. On considère toutefois que la surveillance par cette agence des adresses courriel et du trafic Internet relève d'une zone grise, même si la pratique est autorisée par le commissaire de l'organisme.
En janvier 2014, la commissaire à la protection de la vie privée du Canada demande au CST de dévoiler son degré de collaboration avec d'autres agences fédérales. Entre 2009 et 2014, le CST a répondu à des demandes d'information en provenance du Service canadien du renseignement de sécurité (205 cas) et de la GRC (85 cas). Ce système de coopération étroite permet à ces deux agences de contourner la Loi sur la protection des renseignements personnels et leur obligation légale d'obtenir un mandat pour ce genre d'enquête, en s'appuyant sur le statut juridique particulier du CST.
Le 30 janvier 2014, des documents divulgués par Edward Snowden révèlent que le CST a utilisé les données collectées à partir des services d'accès sans fil publics à Internet dans un grand aéroport canadien, pour rassembler des informations sur les voyageurs et pouvoir ainsi suivre leurs déplacements durant une semaine ou plus. Cette révélation de la surveillance des voyageurs, Canadiens compris, entrerait en contradiction avec les déclarations du chef du renseignement canadien, lequel niait en 2013 que le CST espionnait les Canadiens : « Protéger la vie privée des Canadiens est notre principe le plus important », avait-il déclaré. Selon les documents mis en ligne, le CST aurait conduit ces opérations à la demande de la NSA pour la mise au point d'un nouvel outil de surveillance,. Il ressort également de ces documents que le CST envisageait de partager ces renseignements avec ses partenaires étrangers du réseau des « Cinq yeux ». La commissaire à la vie privée de l'Ontario, Ann Cavoukian, a déclaré qu'elle était sidérée par ces révélations et qu'il était incroyable que le CST s'engage dans ce genre d'activité, « plus propre à un État totalitaire qu'à une société libre et ouverte ».

### Espionnage du Brésil et du G20
Le 6 octobre 2013, s'appuyant sur des documents rendus publics par Edward Snowden et Glenn Greenwald, la chaîne de télévision Globo révèle que le CST aurait espionné les communications du ministère brésilien des Mines et de l'Énergie,. Il apparaît que cette opération d'espionnage avait commencé au printemps 2012 et que le CST avait franchi les barrières de chiffrement des données afin de suivre les échanges de courriels et de communications téléphoniques relatifs à des cibles économiques précises. En juin 2012, les résultats ont fait l'objet d'une présentation Powerpoint ultra-secrète par le CST devant ses partenaires, à laquelle Snowden était présent. À la suite de ces révélations, le Brésil a convoqué l'ambassadeur canadien pour lui témoigner son indignation et annoncé un gel des demandes d'exploitation provenant de compagnies minières canadiennes.
Un total de 40 compagnies minières canadiennes dirigent des exploitations au Brésil. Le 11 septembre 2013, soit avant les révélations d'espionnage, une de ces compagnies a été accusée par le Brésil de négliger l'impact de ses opérations sur les communautés autochtones de l'Amazonie. Depuis 2005, le gouvernement canadien organise deux fois par an une rencontre secrète réunissant des représentants des compagnies minières et d'énergie avec des responsables de divers ministères et des agents du CST. Lors de son arrivée au pouvoir, Stephen Harper a remodelé la politique extérieure du Canada de façon à offrir un appui inconditionnel à ces compagnies, liant aide extérieure et investissements en Afrique, Asie et Amérique latine. Selon MiningWatch Canada, les ambassades du Canada ont essentiellement été réduites à agir comme agents des compagnies canadiennes, même lorsque celles-ci sont impliquées dans de sérieuses violations des droits de la personne. Certains observateurs relient l'espionnage du Brésil à la prochaine vente aux enchères de gisements pétroliers au large des côtes, dont l'importance rivalise avec les sables bitumineux de l'Alberta, le Canada cherchant à donner un avantage compétitif à ses propres compagnies.
Lors du sommet du G20 à Toronto, le Canada a permis à la NSA d'espionner les communications des délégués des pays participants. En plus d'échanger des informations avec la NSA, le CST échange aussi du personnel et cible des pays qui ne lui sont pas accessibles. Cette étroite collaboration est dénoncée par les partis d'opposition, qui craignent qu'elle ébranle la réputation du Canada à l'étranger.
À la suite de ces révélations, un rapport de l'Union européenne rendu public en janvier 2014 demande le rappel de l'accord de partage des renseignements personnels avec le Canada.

## Besoin de réforme
Après le scandale de la surveillance des Canadiens et de l'espionnage du Brésil, il devient évident que le système de surveillance au moyen d'un commissaire ne suffit pas à assurer un contrôle démocratique des activités du CST. Commentant cette question, un ancien directeur du CST estime que la loi devrait être modifiée de façon que cet organisme puisse débattre régulièrement de ses opérations devant un comité spécial de la Chambre des communes, dont les membres seraient tenus au secret. Ailleurs dans le monde, les activités de surveillance sont dénoncées et des voix se font entendre pour que les services d'espionnage soient régulées par une « charte des droits numériques » et des instances de supervision crédibles..
Le 22 octobre 2013, un groupe de défense des libertés civiles dépose une plainte en Colombie-Britannique contre le CST pour « violation des droits garantis dans la Charte canadienne en interceptant des communications privées dans Internet et au téléphone ».
Dans un jugement rendu public le 20 décembre 2013, le juge Mosley de la Cour fédérale déclare que le CST a délibérément trompé l'organisme de surveillance en omettant de lui faire part de ses activités d'échange d'informations avec des agences étrangères. Selon ce jugement, qui condamne sévèrement le CST, la Cour ne peut pas légalement « autoriser des agences étrangères à intercepter des communications de Canadiens voyageant à l'étranger. »